# Tamenes sarda
Tamenes sarda är en skalbaggsart som beskrevs av Pierre-Émile Gounelle 1912. Tamenes sarda ingår i släktet Tamenes och familjen långhorningar.
Artens utbredningsområde är Panama. Inga underarter finns listade i Catalogue of Life.